# 懷堤·福特
爱德华·查尔斯·“懷堤”·福特（英語：Edward Charles "Whitey" Ford，1928年10月21日—2020年10月8日），美国职业棒球运动员，1950年代的名人堂投手，外號「主席」（The Chairman of the Board）。他生涯入選10次明星賽，擁有6枚冠軍戒，在1961年，他同時得到了該年的賽揚獎和世界大賽的MVP。2015年，在尤吉·貝拉過世之後，George Vecsey在紐約時代雜誌評論福特為當今最偉大的洋基在世球員。2020年10月8日，福特去世，享壽91歲，儘管未公布死因，但他已罹患癡呆症多年。